# Raiffeisenbank Rigi
Die Raiffeisenbank Rigi Genossenschaft mit Sitz in Schwyz im Kanton Schwyz gehört zu Raiffeisen Schweiz, dem Zusammenschluss aller Schweizer Raiffeisenbanken.

## Geschäftsstellen

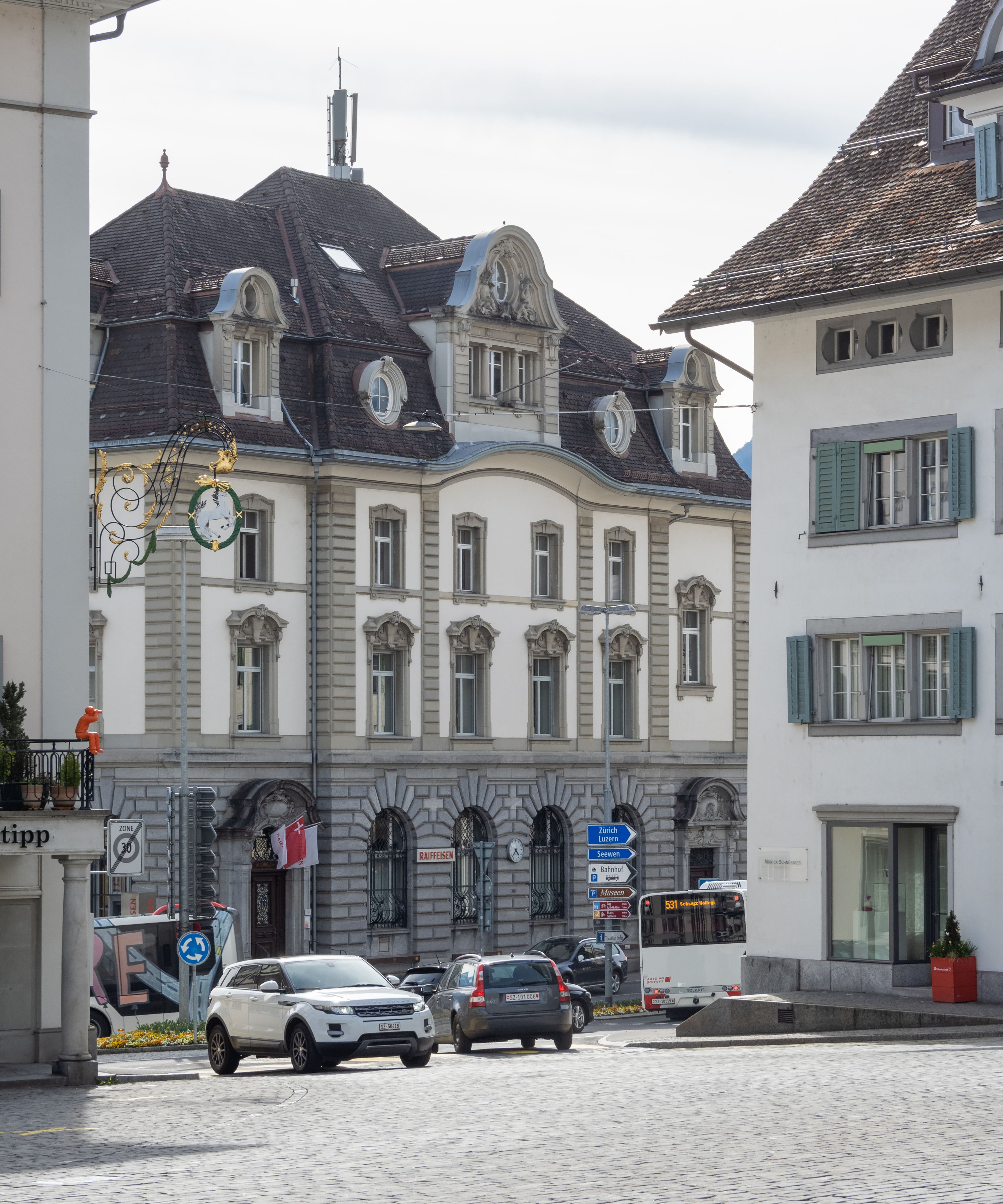
Raiffeisenbank Rigi in Schwyz in der Alten Post

Neben der Hauptgeschäftsstelle (Kopfstelle) in Schwyz betreibt die Bank Geschäftsstellen in Brunnen, Goldau, Küssnacht, Immensee und Illgau.